# Andrew Lincoln
Andrew James Clutterbuck, bedre kendt som Andrew Lincoln (født 14. september 1973) er en engelsk skuespiller. Han er bedst kendt for at spille Rick Grimes, hovedpersonen i AMC's The Walking Dead.
Hans første kendte rolle var i This Life, og som Mark i Love Actually.

## Ungdom
Lincoln blev født i London i 1973 som søn af en engelsk mekaniker og en sydafrikansk læge.